# Kháris Georgiádis
Kháris Georgiádis (en grec moderne : Χάρης Γεωργιάδης), né le 9 avril 1972 à Nicosie, est un économiste et homme politique chypriote membre du Rassemblement démocrate (DISY).

## Biographie

### Vie privée
Il est marié à Eva Yagou et a une fille.

## Carrière Politique

### Député
Il a été élu député aux élections législatives de 2011 dans la circonscription de Nicosie.
En tant que député, il a été membre de la commission parlementaire des finances et du budget, de la commission parlementaire de suivi des plans de développement et du contrôle des dépenses publiques et de la commission parlementaire des transports et des travaux publics.

### Ministre du travail
Il est nommé ministre du Travail et de la Sécurité sociale dans le premier gouvernement du président de la République Níkos Anastasiádis le 1er mars 2013.

### Ministre des Finances
Il devient ministre des Finances dès le 4 avril, à la suite de la démission de Mikhális Sarrís. Il est reconduit le 1er mars 2018 dans le gouvernement Anastasiádis II, et remplacé le 3 décembre 2019 par Konstantínos Petrídis.